# Eclissi solare del 4 dicembre 1964
L'Eclissi solare del 4 dicembre 1964 è stato un evento astronomico che ha avuto luogo il suddetto giorno attorno alle ore 01:31 UTC. Tale evento ha avuto luogo nell'Asia nord orientale, nel sud-ovest dell'Alaska e in aree circostanti. L'eclissi del 4 dicembre 1964 divenne la quarta eclissi solare nel 1964 e la 149ª nel XX secolo. La precedente eclissi solare si è verificata il 9 luglio 1964, la seguente il 30 maggio 1965.
Il giorno della luna nuova (novilunio), la differenza tra le distanze apparenti di luna e sole osservate sulla terra è estremamente piccola. In tale momento, se la luna si trova in prossimità del nodo lunare, cioè uno dei due punti in cui la sua orbita interseca l'eclittica, si verifica un'eclissi solare. Quando vi è assenza di ombra e la penombra raggiunge parte dell'estremità settentrionale o meridionale della terra, si verifica un'eclissi solare parziale, che si verifica quindi presso le regioni polari della Terra.

## Percorso e visibilità
Questa eclissi parziale poteva essere vista nella Cina nord-orientale e nella penisola di Shandong; nella Mongolia orientale, nella penisola coreana, in Giappone, nel sud est dell'Unione Sovietica (ora Russia), nell'Alaska, nelle isole Hawaii e nell'Oceano Pacifico. A seconda che l'eclissi si sia verificata ad ovest o ad est della linea internazionale del cambio di data, l'eclissi si è avuta rispettivamente il 4 o il 3 dicembre.

## Eclissi correlate

### Eclissi solari 1964 - 1967
Questa eclissi è un membro di una serie semestrale. Un'eclissi in una serie semestrale di eclissi solari si ripete approssimativamente ogni 177 giorni e 4 ore (un semestre) in nodi alternati dell'orbita della Luna.